# Società Sportiva Campobasso 1984-1985
Questa voce raccoglie le informazioni riguardanti la Società Sportiva Campobasso  nelle competizioni ufficiali della stagione 1984-1985.

## Stagione
Per la stagione di Serie B 1984-1985, ci sono diversi cambiamenti: nella squadra, vanno via Parpiglia, D'Ottavio, Biagetti e con l'addio di Scorrano dopo 15 anni (la fascia di capitano passa a Maestripieri), arriva l'ala Carlo Perrone, il difensore Carmine Della Pietra; dall'Ascoli, con cui ha militato in Serie A, il difensore (e molisano) Donato Anzivino, il giovane centrocampista Fabio Lupo, l'attaccante Stefano Rebonato acquistato per la cifra record di un miliardo di lire (giocatore più pagato della storia dei Lupi, in Molise sarà un flop clamoroso) in comproprietà con il Pescara. Sulla panchina del Campobasso siede Giancarlo Cadè. 
I rossoblù, inseriti nel girone 5 di Coppa Italia, passa il turno in un girone in cui è presente il Verona (0-0 il risultato della partita) che diventerà campione d'Italia, ma perderà Di Risio per un serio infortunio (non tornò più ai livelli di prima) nella partita contro l'Ascoli.
In campionato parte male, perde l'imbattibilità casalinga, ottiene solo una vittoria e sei pareggi nelle prime dieci partite e si ritrova ultimo in classifica. Cadè si dimette e sulla panchina dei Lupi arriva Bruno Mazzia. Torna alla vittoria alla 13ª giornata nello scontro diretto con il Parma così come nel successivo match contro il Cagliari. Vince anche contro il Lecce alla 16ª, destinato ad andare in A, con i tifosi che spalano la neve per fare disputare la partita di lunedì 
Arriva il giorno degli ottavi di finale di Coppa Italia, e il 13 febbraio 1985 allo Stadio Nuovo Romagnoli di contrada Selvapiana (inaugurato per l'occasione), il Campobasso ospita la Juventus di Trapattoni, Scirea, Platini, Boniek, e vince a sorpresa per una 1-0 (autorete di Stefano Pioli che devia un tiro di Guido Ugolotti), mandando sul palo la palla del clamoroso 2-0, con lo stadio stracolmo fino all'inverosimile, 26 000 biglietti venduti, per un'affluenza di 40 000 persone (donne e bambini entravano gratis); il ritorno fini 4-1 per i padroni di casa, non senza aver subito per la seconda volta il vantaggio dei molisani ad opera di Perrone.
In campionato continua con la sua stagione sofferta, risultati positivi in casa (esclusa la sanguinosa sconfitta contro la Sambenedettese), risultati negativi fuori, con la vittoria esterna di Parma che condanna gli emiliani, per poi perdere la successiva partita contro il Cagliari. Dopo il pareggio contro il Lecce capolista e la vittoria di prestigio contro il Genoa, ad Arezzo dove con un pareggio si sarebbe praticamente salvato, subisce il "gol del secolo" dell'Arezzo: Neri, dopo aver sbagliato un rigore, disperato piange, ma neanche un giro di lancette dopo segna in rovesciata.
All'ultima giornata, in case contro la Triestina che spera ancora di arrivare a uno spareggio con il Bari per la promozione, con l'1-0 segnato su punizione da Tacchi (13 gol per lui in campionato) permette ai Lupi di salvarsi.

## Divise e sponsor
Lo sponsor tecnico per la stagione 1984-1985 è stato Ennerre, mentre lo sponsor ufficiale è stato La Molisana.
| Casa | Trasferta | Alternativa | Alternativa 2 |

## Rosa
| N. |                   | Ruolo | Calciatore           |
| -- | ----------------- | ----- | -------------------- |
|    | Italia (bandiera) | P     | Walter Ciappi        |
|    | Italia (bandiera) | P     | Sandro Di Vicoli     |
|    | Italia (bandiera) | P     | Enrico Picca         |
|    | Italia (bandiera) | D     | Donato Anzivino      |
|    | Italia (bandiera) | D     | Luigi Ciarlantini    |
|    | Italia (bandiera) | D     | Carmine Della Pietra |
|    | Italia (bandiera) | D     | Domenico Progna      |
|    | Italia (bandiera) | D     | Angelo Trevisan      |
|    | Italia (bandiera) | C     | Alderisio Bartolomeo |
|    | Italia (bandiera) | C     | Ruggiero Cannito     |

| N. |                   | Ruolo | Calciatore                    |
| -- | ----------------- | ----- | ----------------------------- |
|    | Italia (bandiera) | C     | Raffaele Di Risio             |
|    | Italia (bandiera) | C     | Mario Donatelli               |
|    | Italia (bandiera) | C     | Mario Goretti                 |
|    | Italia (bandiera) | C     | Fabio Lupo                    |
|    | Italia (bandiera) | C     | Marco Maestripieri (capitano) |
|    | Italia (bandiera) | C     | Carlo Perrone                 |
|    | Italia (bandiera) | C     | Silvano Pivotto               |
|    | Italia (bandiera) | A     | Stefano Rebonato              |
|    | Italia (bandiera) | A     | Oscar Tacchi                  |
|    | Italia (bandiera) | A     | Guido Ugolotti                |

## Calciomercato

### Sessione estiva
| Acquisti | Acquisti             | Acquisti    | Acquisti   |
| R.       | Nome                 | da          | Modalità   |
| -------- | -------------------- | ----------- | ---------- |
| D        | Donato Anzivino      | Ascoli      | definitivo |
| D        | Carmine Della Pietra | Napoli      | definitivo |
| C        | Ruggiero Cannito     | Lecce       | definitivo |
| C        | Fabio Lupo           | Francavilla | definitivo |
| C        | Carlo Perrone        | Triestina   | definitivo |
| A        | Stefano Rebonato     | Pescara     | copropietà |

| Cessioni         | Cessioni           | Cessioni  | Cessioni   |
| R.               | Nome               | a         | Modalità   |
| ---------------- | ------------------ | --------- | ---------- |
| P                | Vincenzo Nunziata  | Potenza   | prestito   |
| D                | Carmelo Parpiglia  | Taranto   | definitivo |
| D                | Michele Scorrano   | Barletta  | definitivo |
| C                | Giuseppe Donatelli | Ternana   | definitivo |
| C                | Luca Evangelisti   | Nocerina  | prestito   |
| C                | Primo Maragliulo   | Brescia   | definitivo |
| A                | Francesco Caruso   | Nocerina  | prestito   |
| A                | Nicola D'Ottavio   | Triestina | definitivo |
| Altre operazioni |                    |           |            |
| R.               | Nome               | a         | Modalità   |
| A                | Paolo Mollica      | Aesernia  | prestito   |

### Sessione autunnale
| Acquisti | Acquisti | Acquisti | Acquisti |
| R.       | Nome     | da       | Modalità |
| -------- | -------- | -------- | -------- |

| Cessioni | Cessioni             | Cessioni | Cessioni |
| R.       | Nome                 | a        | Modalità |
| -------- | -------------------- | -------- | -------- |
| C        | Alderisio Bartolomeo | Aesernia | prestito |

## Risultati

### Coppa Italia

#### Fase a gironi
| Arbitro: | Bruschini (Firenze) |

|                               |           |  |
| Goretti 30’ Tacchi 64’ (rig.) | Marcatori |  |

| Campobasso 26 agosto 1984, ore 16:30 CEST 2ª giornata | Campobasso            | 0 – 0 referto | Verona | Stadio Vecchio Romagnoli\| Arbitro: \| Ballerini (La Spezia) \| |
| Arbitro:                                              | Ballerini (La Spezia) |               |        |                                                                 |

| Arbitro: | Lamorgese (Potenza) |

|                            |           |                |
| Vincenzi 40’ Novellino 61’ | Marcatori | 6’, 83’ Tacchi |

| Arbitro: | Boschi (Parma) |

|            |           |  |
| Navone 14’ | Marcatori |  |

| Arbitro: | Coppetelli (Tivoli) |

|                                     |           |                        |
| Rebonato 48’ (rig.), 79’ Tacchi 67’ | Marcatori | 22’ (aut.) Ciarlantini |

#### Ottavi di finale
| Squadra 1  | Totale | Squadra 2 | Andata | Ritorno |
| ---------- | ------ | --------- | ------ | ------- |
| Campobasso | 2 - 4  | Juventus  | 1 - 0  | 1 - 4   |

| Arbitro: | Coppetelli (Tivoli) |

|                  |           |  |
| Pioli 38’ (aut.) | Marcatori |  |

| Arbitro: | Testa (Prato) |

|                                               |           |             |
| Platini 22’ Brio 35’ Briaschi 56’ Vignola 71’ | Marcatori | 15’ Perrone |

## Statistiche

### Statistiche di squadra
| Competizione | Punti | In casa | In casa | In casa | In casa | In casa | In casa | In trasferta | In trasferta | In trasferta | In trasferta | In trasferta | In trasferta | Totale | Totale | Totale | Totale | Totale | Totale | DR |
| Competizione | Punti | G       | V       | N       | P       | Gf      | Gs      | G            | V            | N            | P            | Gf           | Gs           | G      | V      | N      | P      | Gf     | Gs     | DR |
| ------------ | ----- | ------- | ------- | ------- | ------- | ------- | ------- | ------------ | ------------ | ------------ | ------------ | ------------ | ------------ | ------ | ------ | ------ | ------ | ------ | ------ | -- |
| Serie B      | 36    | 19      | 10      | 7       | 2       | 18      | 9       | 19           | 2            | 5            | 12           | 11           | 23           | 38     | 12     | 12     | 14     | 29     | 32     | -3 |
| Coppa Italia | 6     | 4       | 3       | 1       | 0       | 6       | 1       | 3            | 0            | 1            | 2            | 3            | 7            | 7      | 3      | 2      | 2      | 9      | 8      | +1 |
| Totale       |       | 23      | 13      | 8       | 2       | 24      | 10      | 21           | 2            | 6            | 14           | 14           | 30           | 45     | 15     | 14     | 16     | 38     | 40     | -2 |

### Andamento in campionato
| Giornata  | 1  | 2  | 3  | 4  | 5  | 6  | 7  | 8  | 9  | 10 | 11 | 12 | 13 | 14 | 15 | 16 | 17 | 18 | 19 | 20 | 21 | 22 | 23 | 24 | 25 | 26 | 27 | 28 | 29 | 30 | 31 | 32 | 33 | 34 | 35 | 36 | 37 | 38 |
| --------- | -- | -- | -- | -- | -- | -- | -- | -- | -- | -- | -- | -- | -- | -- | -- | -- | -- | -- | -- | -- | -- | -- | -- | -- | -- | -- | -- | -- | -- | -- | -- | -- | -- | -- | -- | -- | -- | -- |
| Luogo     | T  | C  | T  | C  | T  | C  | T  | T  | C  | T  | C  | T  | C  | C  | T  | C  | T  | C  | T  | C  | T  | C  | T  | C  | T  | C  | C  | T  | C  | T  | C  | T  | T  | C  | T  | C  | T  | C  |
| Risultato | P  | P  | N  | N  | P  | N  | P  | V  | N  | P  | N  | P  | V  | V  | N  | V  | P  | N  | P  | V  | P  | V  | P  | V  | P  | P  | N  | N  | V  | N  | N  | V  | P  | V  | N  | V  | P  | V  |
| Posizione | 16 | 20 | 18 | 17 | 18 | 18 | 19 | 18 | 18 | 19 | 18 | 19 | 19 | 18 | 17 | 15 | 16 | 15 | 17 | 14 | 16 | 14 | 16 | 14 | 17 | 17 | 17 | 17 | 17 | 16 | 14 | 12 | 17 | 13 | 13 | 10 | 13 | 13 |

Fonte: Calcio serie A
Legenda:

Luogo: N = Campo neutro; C = Casa; T = Trasferta. Risultato: V = Vittoria; N = Pareggio; S = Sconfitta.
- = Turno di riposo.

### Statistiche dei giocatori
| Giocatore       | Serie B  | Serie B | Serie B     | Serie B    | Coppa Italia | Coppa Italia | Coppa Italia | Coppa Italia | Totale   | Totale | Totale      | Totale     |
| Giocatore       | Presenze | Reti    | Ammonizioni | Espulsioni | Presenze     | Reti         | Ammonizioni  | Espulsioni   | Presenze | Reti   | Ammonizioni | Espulsioni |
| --------------- | -------- | ------- | ----------- | ---------- | ------------ | ------------ | ------------ | ------------ | -------- | ------ | ----------- | ---------- |
| D. Anzivino     | 35       | 0       | ?           | ?          | 7            | 0            | ?            | ?            | 42       | 0      | ?           | ?          |
| A. Bartolomeo   | 0        | 0       | ?           | ?          | 0            | 0            | ?            | ?            | 0        | 0      | ?           | ?          |
| R. Cannito      | 15       | 1       | ?           | ?          | 0            | 0            | ?            | ?            | 15       | 1      | ?           | ?          |
| W. Ciappi       | 38       | -32     | ?           | ?          | 7            | -8           | ?            | ?            | 45       | -40    | ?           | ?          |
| L. Ciarlantini  | 32       | 1       | ?           | ?          | 6            | 0            | ?            | ?            | 38       | 1      | ?           | ?          |
| C. Della Pietra | 18       | 0       | ?           | ?          | 2            | 0            | ?            | ?            | 20       | 0      | ?           | ?          |
| R. Di Risio     | 6        | 0       | ?           | ?          | 3            | 0            | ?            | ?            | 9        | 0      | ?           | ?          |
| S. Di Vicoli    | 1        | -0      | ?           | ?          | 0            | -0           | ?            | ?            | 1        | -0     | ?           | ?          |
| M. Donatelli    | 9        | 0       | ?           | ?          | 4            | 0            | ?            | ?            | 13       | 0      | ?           | ?          |
| M. Goretti      | 37       | 1       | ?           | ?          | 7            | 1            | ?            | ?            | 44       | 2      | ?           | ?          |
| F. Lupo         | 33       | 0       | ?           | ?          | 6            | 0            | ?            | ?            | 39       | 0      | ?           | ?          |
| M. Maestripieri | 35       | 2       | ?           | ?          | 7            | 0            | ?            | ?            | 42       | 2      | ?           | ?          |
| C. Perrone      | 36       | 3       | ?           | ?          | 7            | 1            | ?            | ?            | 43       | 4      | ?           | ?          |
| E. Picca        | 0        | -0      | ?           | ?          | 0            | -0           | ?            | ?            | 0        | -0     | ?           | ?          |
| S. Pivotto      | 32       | 0       | ?           | ?          | 7            | 0            | ?            | ?            | 39       | 0      | ?           | ?          |
| D. Progna       | 35       | 0       | ?           | ?          | 7            | 0            | ?            | ?            | 42       | 0      | ?           | ?          |
| S. Rebonato     | 24       | 1       | ?           | ?          | 7            | 2            | ?            | ?            | 31       | 3      | ?           | ?          |
| G. Ugolotti     | 28       | 4       | ?           | ?          | 6            | 0            | ?            | ?            | 34       | 4      | ?           | ?          |
| O. Tacchi       | 33       | 13      | ?           | ?          | 7            | 4            | ?            | ?            | 40       | 17     | ?           | ?          |
| A. Trevisan     | 36       | 2       | ?           | ?          | 7            | 0            | ?            | ?            | 43       | 2      | ?           | ?          |